# Tercer acto réquiem
Requiem (también llamado Tercer Acto) es el tercer trabajo de Stravaganzza, cuyo lanzamiento se produjo el 24 de mayo de 2007, bajo el sello de Avispa Music. El título y la temática en sí está muy relacionado con las "pérdidas". Por esto también, el disco es más furioso, rabioso, agresivo por momentos e incluso más rítmico pues, como el propio Patricio Babasasa indicó, la rabia y los enfados son como redobles de batería: inmediatos, violentos, directos e inesperados. El disco se compone de 12 temas más un "bonus track". Deja de llorar fue lanzado como sencillo.

## Canciones
1. Deja de llorar 4:00
2. Grande 5:30
3. Máscara de seducción 4:29
4. Hombre 5:24
5. Paraíso perdido 3:57
6. Nudos 4:33
7. El día de mañana 4:03
8. Perdido 3:01
9. Hermanos 4:02
10. Tu esencia 3:58
11. Requiem 7:21
12. Inmortal 1:26

- Bonus tracks

1. Eloise 5:56

## Análisis de las canciones
- Deja de llorar (Pepe Herrero): El primer tema es el sencillo y es quizás el que más se sale de la tónica más agresiva y menos “accesible” del resto. Es un tema algo más suave y sencillo donde destaca sin duda una voz de Leo muy potente, además de llegar hasta topes para poner el listón vocal alto desde el principio. Cuenta con unos arreglos industriales de fondo que también nos comienzan a dar pistas de detalles que se van a ir desarrollando durante el disco de manera más profusa que en el primer tema. Pese a entrar más fácil que el resto, no deja de ser un tema muy grandilocuente y exquisito.

- Grande (Leo Jiménez): Es el homenaje particular y sonoro del cantante a su amigo Big Simon y habla de "un día normal con él". Según Leo, a Simón no le hubiera gustado un tema ñoño con lo que le compuso un tema potente, moderno y con muchas influencias industriales, muy cercano a los propios gustos del productor. Es un tema más crudo y modernizado, con una parte 100% techno en medio pero muy cruda, dura y rítmica. El estribillo es algo más suave pero el tema en conjunto es heavy, aunque vuelve a acabar dulce y suave de nuevo.

- Máscara de Seducción (Pepe Herrero): Más pegadiza e incluso más “heavy” y melódica. Cuenta de nueva con unos arreglos orquestales dando ambientación casi black al tema. Destaca la contraposición de la voz algo más suave de Leo en esta junto con las guitarras mucho más crudas de Pepe (a lo Manson por momentos). Tiene un final más ambiental pero crudo, a lo Dimmu Borgir incluso, para terminar muy suave, casi como una nana, poniendo melodía final a un cuento. Potencial segundo sencillo según dijo Leo.

- Hombre (Leo Jiménez): Es como una conversación entre un "hombre malo" (interpretado por Leo) y uno "bueno" (que es Molly de Hamlet). La canción vuelve a los derroteros crudos y potentes de la mayoría de los temas compuestos por Leo en el disco, pero en este caso es más directa aunque muy moderna también; hay menos arreglos e instrumentaciones y "más cera". Destaca la potencia de la batería de Carlos y un Leo muy agresivo cantando. La curiosidad está en el contraste de voces y a su vez comparar ambas con los coros de Aroa entremedias. El riff base del tema recuerda mucho a Metallica (aunque no exactamente los melenudos de antaño, claro).

- Paraíso perdido (música Pepe Herrero, letra Leo Jiménez): Según dijeron, es una canción que les recuerda mucho a Krysalida, uno de los primeros grupos que formaron Leo y Pepe muchos años atrás, y en el que también tocaba el propio Patricio pero la batería. No es tan duro esta vez pero las guitarras sí son muy crudas de nuevo, además de volver a contraponerse con una voz más suave y cálida de Leo. Es un corte muy ambiental, de todos modos, con lo que los teclados son clave en ésta. Según dijo Carlos Expósito en una entrevista, esta canción trata de que un día te encuentras con una pelota y te das cuenta de que ya no eres un niño.

- Nudos (Leo Jiménez): Es un tema potente y actual que además comienza con un riff muy crudo y trallero y tiene un final apoteósico, muy potente con Leo cantando agresivo y gutural a la mitad de la canción. Posee unas guitarras muy crudas y pesadas.

- El día de mañana (música Pepe Herrero, letra Stravaganzza): La curiosidad de ésta es que la letra está compuesta por los cuatro miembros de la banda. Es quizás el tema más electrónico e industrial de todos, aunque a su vez también de los más graves. A su vez es una canción más suave y monótona.

- Perdido (Patricio Babasasa): La canción compuesta enteramente por el bajista es muy potente y rítmica, y además está cantada a dos voces simultáneas (la de Leo y la propia de Patricio). Habla o "describe" musicalmente un enfado y es algo parecido a una mezcla entre un tema de black metal, con ritmos de drum&bass y partes tecno. El propio Leo dijo, si imagináis un cruce entre Dimmu Borgir y Alaska…, con el final de batería 100% blacker.

- Hermanos (música Pepe Herrero, letra Leo Jiménez): El particular himno a lo “brothers of metal by my side” de Stravaganzza (algunos miembros de la banda también son muy fanes de Manowar) aunque tamizado por su particular estilo. Es un tema más metálico y potente pero sigue siendo muy actual. Además, quizás es la canción donde Leo se transforma más en “el ex cantante de Saratoga”, aunque combinando una voz más heavy.

- Tu esencia (Carlos Expósito): Es la canción compuesta por el batería y en este caso el homenaje es para Alberto Madrid (que recordemos que falleció en accidente de moto hace pocos meses), el que fue batería de Savia y Söber. Ahora la influencia es más de los 90, del rock alternativo y del grunge, incluso en un tema con esos cambios de ritmo y velocidad de ese tipo de bandas e influencias como Soundgarden o Stone Temple Pilots. También cuenta con detalles electrónicos para darle otro punto.

- Requiem (Pepe Herrero): Es uno de los puntos álgidos del disco y a su vez el particular homenaje, en este caso de Pepe, al fallecido productor. Es una pieza monumental, épica y grandilocuente, como si tuviera una enorme orquesta tocando detrás. Tema largo, denso pero de muy fácil escucha que es como una marcha funeraria épica e hímnica. Destacan los coros épicos de fondo de Aroa durante todo el tema.

- Inmortal (Pepe Herrero): La canción que cierra el disco, que no es una canción como tal, sino más bien un detalle musical muy breve y tranquilo para "oxigenar" el desarrollo del disco. Sólo piano y voz en plan "pequeño pedacito" de Hijo de la luna.

- Eloise (Bonus Track): La versión del disco. Si en el anterior se atrevieron con una versión de “"Hijo de la luna" de Mecano, ahora metalizan el clásico de Barry Ryan, versionado en los 80 por Tino Casal, dándole un punto realmente roquero. La primera es más "cercana al original" (aunque metalizada y con guitarras potentes y Leo cantando en tesituras muy altas), una breve parada en medio y luego una segunda parte todavía más heavy y potente.

## Componentes
- Leo Jiménez: Voz y guitarra rítmica.
- Pepe Herrero: Guitarra solista, coros y orquestaciones.
- Carlos Expósito: Batería y percusiones.
- Patricio Babasasa: Bajo y coros.
- Rodrigo Calderón: Violín
- Fernando Martín: Teclados.
- Aroa Martín: Coros